# Alfonso Perugini
Alfonso Perugini (* 6. Dezember 1988 in Atripalda) ist ein italienischer Schauspieler, Drehbuchautor und Regisseur.

## Leben und Wirken
Perugini wuchs in Pontinia auf und studierte Filmkunst und Publizistik an der Universität Tor Vergata mit Bachelor- und Masterabschluss. Während seines Studiums war er auch als Journalist tätig. Als Filmemacher wandte er sich den Dokumentar- und Experimentalfilmen sowie den Kurzfilmen und Features zu. Seine Filme wurden auf Filmfestivals in Italien und international gezeigt.

## Filmografie (Auswahl)
- 2009: Drops of memory
- 2010: Alberto Sordi: Il mostro della Commedia all'italiana
- 2011: Stalking
- 2011: Magnifici: Re-boot!
- 2011: HidIng eVe
- 2012: Moyna
- 2013: Above Suspicion
- 2013: The Betrayal
- 2013: How To Kill My Girlfriend
- 2014: How To Kill My Boyfriend
- 2014: Meddlers
- 2015: New York
- 2016: Enigma Finale
- 2017: 45 - Good Wine
- 2018: Strada
- 2019: Venere
- 2023: Mafia Mamma